# Сташек, Николай Иванович
Николай Иванович Сташек (1 мая 1914, хутор Мариновский, Одесская губерния, Российская империя, — 17 февраля 1991, Москва, СССР) — советский военачальник. Герой Советского Союза (16.10.1943). Генерал-лейтенант (1968). Кандидат военных наук. Участник Великой Отечественной войны.

## Биография
Родился 18 апреля 1914 года на хуторе Мариновский. Украинец. Окончил 7 классов школы, первый курс сельскохозяйственного техникума. Работал трактористом в совхозе.
В Красной Армии с ноября 1935 года. Для прохождения срочной службы был направлен краснофлотцем в 27-й Крымский пограничный отряд НКВД СССР, откуда в июле 1937 года по личному желанию направлен на учёбу в Ново-Петергофское пограничное училище НКВД. В мае 1938 года переведён в Орджоникидзевское военное училище войск НКВД, которое окончил в сентябре этого же года. Как один из лучших выпускников, оставлен в этом училище и проходил службу командиром взвода курсантов. С января 1940 года служил в войсках помощником командира роты 21-го отдельного батальона войск НКВД по охране железнодорожных сооружений, с марта 1940 — старший помощник начальника штаба 5-го отдельного батальона войск НКВД по охране железнодорожных сооружений в Саратове. В июне 1941 года направлен на учёбу.
В январе 1942 года окончил ускоренный курс Военной академии РККА имени М. В. Фрунзе, назначен начальником 2-й части штаба 134-й отдельной стрелковой бригады, формировавшейся в Приволжском военном округе. В мае прибыл с бригадой на Брянский фронт, где начался его боевой путь в Великой Отечественной войне. В октябре стал начальником оперативного отдела штаба 74-й стрелковой дивизии в 13-й армии Брянского фронта. Участвовал в Воронежско-Ворошиловградской оборонительной, в Воронежско-Касторненской и Малоархангельской наступательных операциях. В марте 1943 года был ранен.
С февраля 1943 года — командир 360-го стрелкового полка в той же дивизии. Полк сражался на Центральном фронте и под его командованием участвовал в Курской битве и в Черниговско-Припятской наступательной операции.
Командир 360-го стрелкового полка 74-й стрелковой дивизии 15-го стрелкового корпуса 13-й армии Брянского фронта подполковник Н. И. Сташек проявил исключительные отвагу и мастерство в ходе битвы за Днепр. В сентябре 1943 года, стремительно продвигаясь к Днепру по Левобережной Украине, во главе полка 10 сентября полк форсировал реку Десну у деревни Лысая Гора Коропского района Черниговской области Украинской ССР, используя при этом исключительно подручные средства (табельные переправочные средства далеко отстали). Разведав немецкие позиции, Сташек выбрал наиболее безопасный участок для переправы, при этом демонстрируя подготовку к ней на другом участке. Полк успешно переправился через Десну и захватил плацдарм. Там он 12 часов отбивал немецкие атаки, пока к реке не стали выходить основные силы дивизии. Продолжая наступление, одним из первых в дивизии 23 сентября полк на подручных средствах с боем форсировал Днепр, а затем и Припять, захватив и удержав на них плацдармы. Действия полка способствовали успеху всего наступления советских войск на этом участке фронта.
За мужество и героизм, проявленные в боях с немецко-вражескими захватчиками, Указом Президиума Верховного Совета СССР от 16 октября 1943 года подполковнику Сташеку Николаю Ивановичу присвоено звание Героя Советского Союза с вручением ордена Ленина и медали «Золотая Звезда».
Но к моменту подписания этого указа командир геройского полка был уже не в строю: в бою 4 октября на плацдарме он был тяжело ранен. Его эвакуировали в эвакогоспиталь в Тамбов, и после лечения направили на тыловую работу, в конце декабря 1943 года назначив заместителем начальника Ашхабадского пехотного училища. С августа 1944 года — командир 7-го отдельного полка резерва офицерского состава Приволжского военного округа. В июле 1946 года убыл на учёбу.
В 1948 году окончил Военную академию имени М. В. Фрунзе. С февраля 1948 по декабрь 1950 года служил начальником штаба 3-й гвардейской механизированной дивизии Приволжского военного округа, затем вновь направлен учиться.
В 1952 году окончил Высшую военную академию имени К. Е. Ворошилова. С ноября 1952 года был заместителем начальника штаба 2-й гвардейской механизированной армии в составе Группы советских оккупационных войск в Германии, с мая 1953 — начальником штаба 12-й механизированной дивизии, с декабря 1952 года — начальником оперативного отдела штаба 2-й гвардейской механизированной армии. С июня 1954 года командовал 39-й гвардейской стрелковой дивизией ГСВГ, преобразованной в мае 1957 года в 39-ю гвардейскую мотострелковую дивизию. С апреля 1958 года — начальник штаба — заместитель командующего 18-й гвардейской армией. С ноября 1959 года служил в Военной академии имени М. В. Фрунзе, где был начальником кафедры оперативно-тактической подготовки, с сентября 1962 начальником 1-го факультета академии, с октября 1963 заместителем начальника академии по строевой части. Тогда же ему было присвоено ученое звание «доцент». С сентября 1970 года проходил службу в 10-м Главном управлении Генерального штаба Вооружённых сил СССР. С января 1973 года генерал-лейтенант Н. И. Сташек — в запасе.
Жил в Москве. Занимался литературной деятельностью. Автор нескольких книг о Великой Отечественной войне.
Кандидат военных наук.
Почётный гражданин г. п. Комарин Гомельской области Беларуси (1984).
Николай Иванович Сташек умер 17 февраля 1991 года. Похоронен на Головинском кладбище в Москве (участок №9).

## Воинские звания
- Лейтенант (18.09.1938)
- Старший лейтенант (10.01.1942)
- Капитан (10.07.1942)
- Майор (28.11.1942)
- Подполковник (12.05.1943)
- Полковник (5.08.1948)
- Генерал-майор (18.02.1958)
- Генерал-лейтенант (19.02.1968)

## Награды
- Герой Советского Союза (16.10.1943)
- Орден Ленина (16.10.1943)
- 2 ордена Красного Знамени (11.02.1943, 30.12.1956)
- Орден Суворова III степени (20.09.1943)
- Орден Отечественной войны I степени (11.03.1985)
- Орден Красной Звезды (15.11.1950)
- 2 медали «За боевые заслуги» (11.09.1942, 6.11.1945)
- Медали СССР
- Боевой орден «За заслуги перед народом и Отечеством» в серебре (ГДР)[4]

## Память
- Имя Героя размещено на Аллее Славы в Комарине (Гомельская область, Беларусь), с портретом и биографией[5].

## Труды
- Крутыми верстами: Роман. — М.: Молодая гвардия, 1982.
- Через все испытания: Повесть. — М.: Издательство ДОСААФ, 1986.
- На стремнине: Роман. — М.: Воениздат, 1990.